# یوچیلا، دکشینا کندا
یوچیلا، دکشینا کندا (به انگلیسی: Uchila, Dakshina Kannada) یک روستا در هند است که در کارناتاکا واقع شده‌است.